# Ovation of the Seas
El Ovation of the Seas es un crucero de la Clase Quantum operado por Royal Caribbean International, y el tercer barco de su clase. La clase Quantum es la tercera clase más grande de cruceros detrás de la Clase Meraviglia de MSC Cruises y la Clase Oasis de Royal Caribbean International por tonelaje bruto.
El Ovation of the Seas navega principalmente desde Seattle durante la temporada de verano del norte y se reubica en Sídney durante la temporada de verano del sur.

## Concepto y construcción

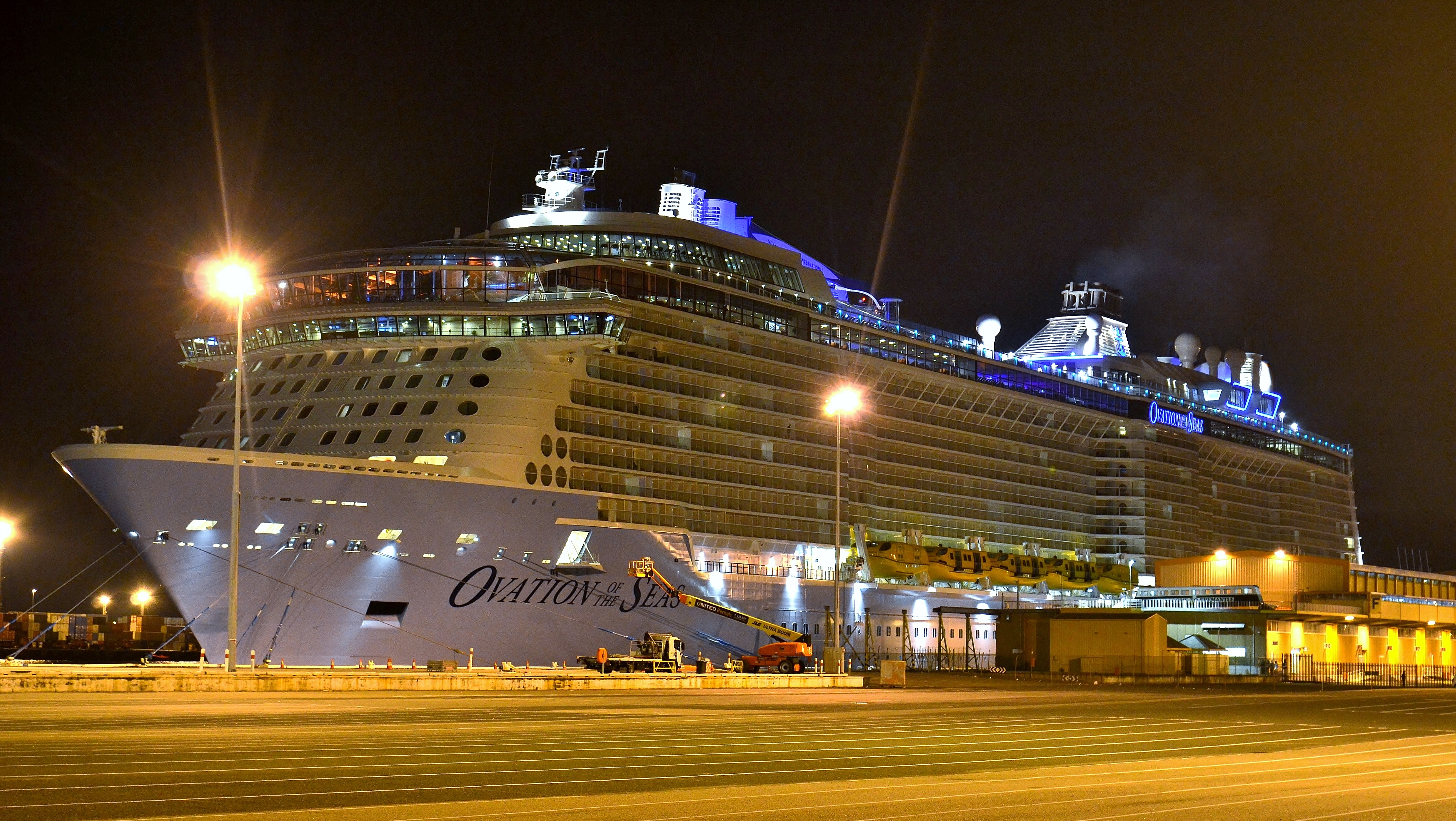
El Ovation of the Seas en el puerto interior de Fremantle, Australia, en diciembre de 2016

El 11 de febrero de 2011, Royal Caribbean International anunció que había pedido una nueva clase de barcos del astillero Meyer Werft en Papenburg, Alemania, el primero de los cuales estaba programado para entregarse en el otoño de 2014. En ese momento, el nombre del proyecto era "Proyecto Sunshine". El 29 de febrero de 2012 , la empresa anunció que se había pedido un segundo barco del "Proyecto Sunshine" y que se entregaría en la primavera de 2015. Poco menos de un año después, el 31 de enero de 2013,  Royal Caribbean anunció que el nombre oficial de la nueva clase de barcos era la clase Quantum. Inicio de corte de acero para el primer barco del proyecto Sunshine.
El primer acero para la tercera embarcación en la clase  Quantum  se cortó el 18 de septiembre de 2014, el mismo día en que su nombre se anunció que era  Ovación de los mares . La primera sección se inauguró el 20 de junio de 2015.
Ovation of the Seas se entregó el 8 de abril de 2016 y entró en servicio el 14 de abril de 2016.

## Historial de servicio

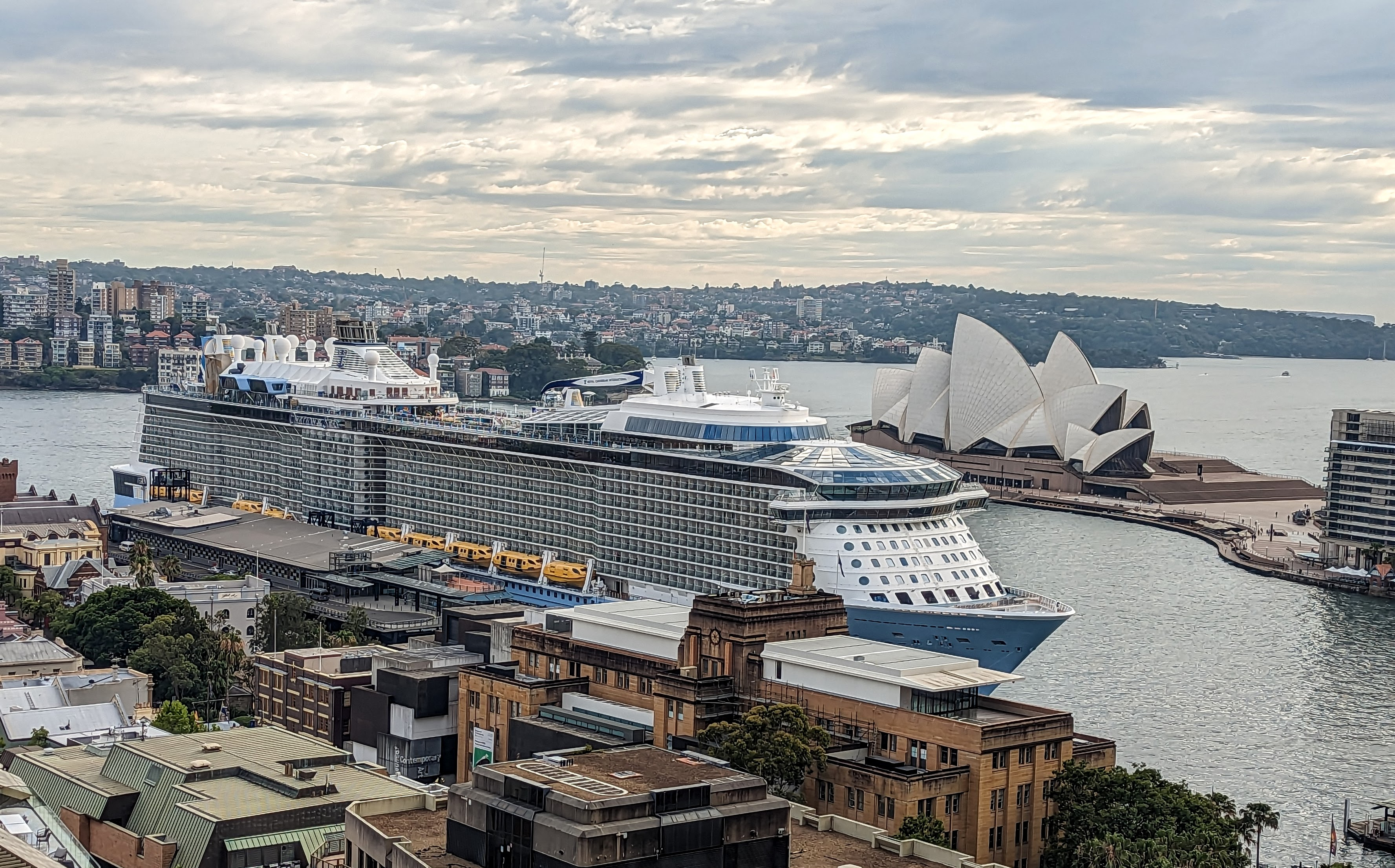
El Ovation of the Seas, en la Cala de Sídney, Australia, el 23 de diciembre del 2022

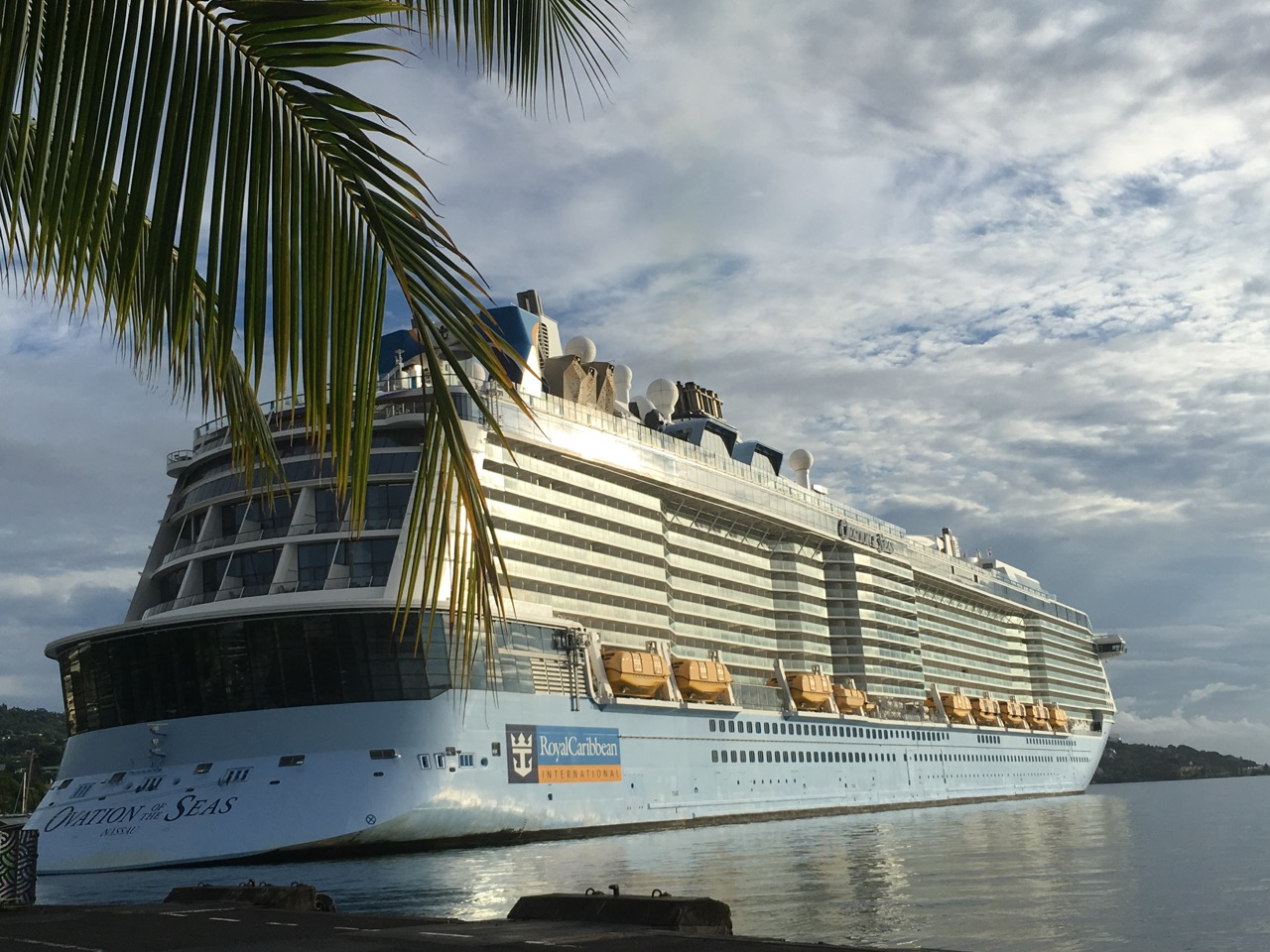
El Ovation of the Seas en Tahití, Polinesia Francesa, el 24 de abril del 2019

El Ovation of the Seas llegó desde Hamburgo al Puerto de Southampton, Reino Unido, el 10 de abril de 2016, para comenzar una serie de eventos inaugurales, que incluyeron avances para la prensa y un número limitado de "Shake-down" y mini-cruceros para VIP, invitados especiales y miembros del público. El barco atraca en la Terminal de Cruceros de la Ciudad en los Muelles Occidentales, donde sus compañeros de flota también atracan cuando visitan la ciudad.
La ceremonia de bautizo del barco fue el 24 de junio de 2016 en Tianjin; la madrina del barco es actriz china  Fan Bingbing.

### Erupción de la Isla Whakaari/White
El 9 de diciembre de 2019, una erupción volcánica ocurrió en la Isla Whakaari/White de Nueva Zelanda mientras el "Ovation of the Seas" estaba atracado en el cercano Puerto de Tauranga. Había 47 personas, incluidos 38 pasajeros y tripulantes del barco en la isla cuando estalló, a pesar de un aumento en la actividad sísmica en las últimas semanas. La erupción mató a 22 personas e hirió a 25. Un portavoz dijo que la línea estaba "devastada por los eventos de hoy", y el barco permaneció en el puerto hasta el 11 de diciembre para ayudar con los esfuerzos de recuperación. El capitán ofreció reembolsos a todos los pasajeros a bordo del barco.

### 2020: propagación de COVID-19
En marzo de 2020, se ordenó a miles de pasajeros que se autoaislaran después de desembarcar del barco en Sídney, Australia, el 18 de marzo debido a los temores de COVID-19. Posteriormente, 79 pasajeros dieron positivo por el virus. El 1 de abril, el barco estaba ubicado frente a la costa de Nueva Gales del Sur. La Federación Internacional de Trabajadores del Transporte había pedido al gobierno australiano que permitiera desembarcar a los miembros de la tripulación para que pudieran volar a sus países de residencia. Formaban parte de los 15.000 miembros de la tripulación en 18 cruceros frente a la costa australiana durante la pandemia.
El 2 de abril, un ex pasajero de 75 años murió en el Hospital Wollongong. El barco partió de Australia el 4 de abril de 2020 con su tripulación.